# Special Delivery (Michael Bublé)
Special Delivery è un EP di Michael Bublé, pubblicato il 1º febbraio 2010 dalla Warner Music.

## Tracce
1. These Foolish Things (Remind Me of You)
2. Softly As I Leave You
3. Dream a Little Dream of Me
4. I'm Beginning to See the Light
5. Mack the Knife
6. Orange Colored Sky